# Siebertshausen
Siebertshausen ist ein Ortsteil der Gemeinde Frielendorf im nordhessischen Schwalm-Eder-Kreis.
Siebertshausen liegt östlich des Hauptortes mitten im Knüllgebirge in Nordhessen. Westlich liegt der Silbersee, eine heute geflutete und von 1820 bis 1960 genutzte Braunkohletagebaugrube. Im Osten verläuft die Landesstraße 3158.

## Geschichte
Die älteste bekannte schriftliche Erwähnung von Siebertshausen erfolgte unter dem Namen Sifrideshusin im Jahr 1284 in einer Urkunde des Prämonstratenserstiftes Spieskappel erwähnt. In historischen Dokumenten ist der Ort unter folgenden weiteren Ortsnamen belegt (in Klammern das Jahr der Erwähnung): Sifrideshusin (1254), Sifirzhusin (1366), Syuerdeshusen (1421), Seibertshausen (1585) und Siebershausen (1747).
Im Zuge der Gebietsreform in Hessen schloss sich die bis dahin selbständige Gemeinde Siebertshausen am 1. Juli 1970 freiwillig der Gemeinde Lenderscheid an. Diese wiederum wurde zum 31. Dezember 1971 auf freiwilliger Basis in die Gemeinde Frielendorf eingemeindet. Für die ehemals eigenständigen Gemeinden von Frielendorf wurde je ein Ortsbezirk mit Ortsbeirat und Ortsvorsteher nach der Hessischen Gemeindeordnung gebildet. Für die Ortsteile Siebertshausen und Lanertshausen wurde ein gemeinsamer Ortsbezirk errichtet.

## Bevölkerung

### Einwohnerstruktur 2011
Nach den Erhebungen des Zensus 2011 lebten am Stichtag, dem 9. Mai 2011, in Siebertshausen 81 Einwohner. Darunter waren 3 (3,7 %) Ausländer. Nach dem Lebensalter waren 21 Einwohner unter 21 Jahren, 33 zwischen 18 und 49, 15 zwischen 50 und 64 und 12 Einwohner waren älter. Die Einwohner lebten in 30 Haushalten. Davon waren 9 Singlehaushalte, 6 Paare ohne Kinder und 15 Paare mit Kindern, sowie keine Alleinerziehende und keine Wohngemeinschaften. In 6 Haushalten lebten ausschließlich Senioren und in 21 Haushaltungen lebten keine Senioren.

### Einwohnerentwicklung
Quelle: Historisches Ortslexikon
- 1458: als Hof bezeichnet.
- 1585: 4 Hausgesesse
- 1639: keine Angaben
- 1681: 3 Hausgesesse
- 1747: 6 Hausgesesse

| Siebertshausen: Einwohnerzahlen von 1834 bis 2017 | Siebertshausen: Einwohnerzahlen von 1834 bis 2017 | Siebertshausen: Einwohnerzahlen von 1834 bis 2017 | Siebertshausen: Einwohnerzahlen von 1834 bis 2017 | Siebertshausen: Einwohnerzahlen von 1834 bis 2017 |
| --- | ------------------------------------------------- | ------------------------------------------------- | ------------------------------------------------- | ------------------------------------------------- |
| Jahr |                                                   |                                                   |                                                   | Einwohner                                         |
| 1834 | 1834                                              |                                                   | 117                                               | 117                                               |
| 1840 | 1840                                              |                                                   | 135                                               | 135                                               |
| 1846 | 1846                                              |                                                   | 132                                               | 132                                               |
| 1852 | 1852                                              |                                                   | 102                                               | 102                                               |
| 1858 | 1858                                              |                                                   | 102                                               | 102                                               |
| 1864 | 1864                                              |                                                   | 110                                               | 110                                               |
| 1871 | 1871                                              |                                                   | 115                                               | 115                                               |
| 1875 | 1875                                              |                                                   | 117                                               | 117                                               |
| 1885 | 1885                                              |                                                   | 101                                               | 101                                               |
| 1895 | 1895                                              |                                                   | 131                                               | 131                                               |
| 1905 | 1905                                              |                                                   | 116                                               | 116                                               |
| 1910 | 1910                                              |                                                   | 112                                               | 112                                               |
| 1925 | 1925                                              |                                                   | 124                                               | 124                                               |
| 1939 | 1939                                              |                                                   | 110                                               | 110                                               |
| 1946 | 1946                                              |                                                   | 189                                               | 189                                               |
| 1950 | 1950                                              |                                                   | 171                                               | 171                                               |
| 1956 | 1956                                              |                                                   | 129                                               | 129                                               |
| 1961 | 1961                                              |                                                   | 126                                               | 126                                               |
| 1967 | 1967                                              |                                                   | 105                                               | 105                                               |
| 1980 | 1980                                              |                                                   | ?                                                 | ?                                                 |
| 1990 | 1990                                              |                                                   | ?                                                 | ?                                                 |
| 2000 | 2000                                              |                                                   | ?                                                 | ?                                                 |
| 2011 | 2011                                              |                                                   | 81                                                | 81                                                |
| 2017 | 2017                                              |                                                   | 85                                                | 85                                                |
| Datenquelle: Historisches Gemeindeverzeichnis für Hessen: Die Bevölkerung der Gemeinden 1834 bis 1967. Wiesbaden: Hessisches Statistisches Landesamt, 1968. Weitere Quellen: LAGIS; Gemeinde Frielendorf, Zensus 2011 |                                                   |                                                   |                                                   |                                                   |

### Historische Religionszugehörigkeit
Quelle: Historisches Ortslexikon
- 1861: 96 evangelisch-reformierte, 12 jüdische Einwohner.
- 1885: 96 evangelische (= 95,05 %), 5 jüdische (= 4,95 %) Einwohner
- 1961: 113 evangelische (= 89,68 %), 10 katholische (= 7,94 %) Einwohner

### Historische Erwerbstätigkeit
- 1838: Familien: 2 Ackerbau, 8 Gewerbe, 13 Tagelöhner
- 1961: Erwerbspersonen: 31 Land- und Forstwirtschaft, 22 produzierendes Gewerbe, 4 Handel und Verkehr, 4 Dienstleistungen und Sonstiges

## Politik
Für Ortsteile Lanertshausen und Siebertshausen besteht ein gemeinsamer Ortsbezirk (Gebiete der ehemaligen Gemeinden Lanertshausen und Siebertshausen) mit Ortsbeirat und Ortsvorsteher nach der Hessischen Gemeindeordnung. Der Ortsbeirat besteht aus fünf Mitgliedern.
Bei den Kommunalwahlen in Hessen 2021 betrug die Wahlbeteiligung zum Ortsbeirat Siebertshausen / Lanertshausen 68,5 %. Alle Kandidaten gehörten der „Ortsliste Siebertshausen Lanertshausen“ an. Der Ortsbeirat wählte Melanie Nette zur Ortsvorsteherin.

## Kulturdenkmäler
Für die Kulturdenkmäler des Ortes siehe die Liste der Kulturdenkmäler in Siebertshausen.